# Старков Анатолій Єфремович
Анатолій Єфремович Старков (нар. 15 жовтня 1946, Харків) — радянський і український велосипедист. Пік спортивної кар'єри припав на кінець 1960-х і початок 1970-х років, коли він брав участь  в двох Олімпіадах. Вихованець Юрія Гаммерштедта.

## Досягнення та відзнаки
Старков виграв один етап на Tour of Britain у 1967 р., один етап Велогонки Миру у 1971 р. У 1973 р. переміг у першості СРСР . Володар Гран-прі Сочі (1971). Чемпіон радянського союзу (1970, на треку, у складі команди, 1971 та 1973 — групова шосейна гонка). Заслужений майстер спорту СРСР.